# Despumosia rubescens
Despumosia rubescens är en fjärilsart som beskrevs av Köhler 1952. Despumosia rubescens ingår i släktet Despumosia och familjen nattflyn. Inga underarter finns listade i Catalogue of Life.